# 3-流形
數學上，3-流形（英語：3-manifold）是三維流形。在三維情況，拓撲流形、分段線性流形、光滑流形三個範疇都等價，因此很少會著意提及3-流形是屬於哪一類。
三維中的現象，不時會與其他維數中的現象有大出意外的差別，所以有不少極專門的技術處理三維情況，不能推廣至其他維數。3-流形的特殊性，使人發現3-流形和很多不同領域有緊密關係，比如紐結理論、幾何群論、雙曲幾何、數論、拓撲量子場論、規範場論、Floer同調論、偏微分方程。3-流形理論是低維拓撲學的一部份，故此屬於幾何拓撲學。
3-流形理論的一個關鍵想法是考慮嵌入到流形內的特殊曲面。選擇嵌入「良好」的曲面，引出了不可壓縮曲面和哈肯（Haken）流形概念。選擇嵌入曲面使補集的各塊都「良好」，得出了比如Heegaard分解的結構，即使在非哈肯情況也有用場。
3-流形常有一個額外的結構：威廉·瑟斯頓的八種標準幾何結構之一。（其中以雙曲幾何最為普遍。）使用這些幾何結構再加上特別曲面，常得到豐碩的成果。
3-流形的基本群包含3-流形不少的幾何和拓撲資料，因此群論和拓撲方法得以相輔相成。

## 外部連結
- Hatcher, Allen, , Cornell University,   [2013-09-28], （原始内容存档于2004-12-08）